# تونی وودیشک
تونی وودیشک (انگلیسی: Toni Vodišek؛ زادهٔ ۷ ژوئن ۲۰۰۰) قایقران قایق بادبانی اهل اسلوونی است.